# 우이청
우이청(중국어: 吳毅成, 병음: Wú Yìchéng,I-Chen Wu)은 국립 타이완 대학에서 학사와 석사를 받고 카네기 멜런 대학교에서 박사를 받아 국립 자오퉁 대학의 교수를 지내고 있는 중화민국 대만의 컴퓨터과학자이다. 오목을 개량해 육목을 만들어 2005년에 발표한 업적으로 유명하다. 컴퓨터 올림피아드에 채택되었다.